# Assassin's Creed II
Assassin's Creed II is een computerspel ontwikkeld door Ubisoft Montreal en is de opvolger van Assassin's Creed. Het spel is in Europa uitgegeven op 19 november 2009 voor de Xbox 360 en PlayStation 3. In maart 2010 is Assassin's Creed II verschenen voor Microsoft Windows. De "strictly limited black edition" die naast een figurine van de hoofdrolspeler, Ezio Auditore da Firenze, ook een "Conspiracy book", drie nieuwe bonusmissies en de soundtrack van Jesper Kyd bevat, was reeds na korte tijd door de enorme belangstelling uitverkocht. Op 15 november 2016 is de game samen met Assassin’s Creed Brotherhood en Assassin’s Creed Revelations op de  Playstation 4 & Xbox One verschenen als The Ezio Collection

## Synopsis
In Assassin's Creed II neemt de speler de rol aan van Ezio Auditore da Firenze, een Italiaanse jonge edelman. Tijdens een interview met Patrice Désilets, de creative director, werd bekendgemaakt dat de familie van de speler gedood is en het spel draait om het wraak nemen op de andere families die hier mee te maken hadden. Het spel speelt zich af in Noord-Italië: Venetië, Florence (vlak vóór en tijdens de Florentijnse Republiek), het Toscaanse platteland met het stadje San Gimignano, Romagna met de stad Forlì, Monteriggioni, Rome en een stukje van de Apennijnen, in de periode 1476-1499 (tijdens de renaissance), 295 jaar na het eerste spel. Net zoals Assassin's Creed bevat het spel personages gebaseerd op echte personen, waaronder Leonardo da Vinci, Niccolò Machiavelli, Catherina Sforza, Rodrigo Borgia en Lorenzo I de' Medici.

## Verhaal
Assassin's Creed II begint meteen waar Assassin's Creed eindigde. Desmond Miles, een gevangene van Abstergo, ziet met behulp van de genetisch overgedragen arendsoogvaardigheid op zijn kamermuur allerhande vreemde symbolen. Maar voor hij er wijs uit kan worden, komt Lucy Stillman, die zich eerder al uitte als een sluipmoordenaar binnen Abstergo, en helpt hem te ontsnappen. Ze vluchten naar een schuilplaats voor sluipmoordenaars, waar twee anderen op hen wachten: Rebecca Crane en Shaun Hastings. Rebecca is een computergenie, en zorgde voor een verbeterde versie van de Animus (die ze 'baby' noemt). Shaun is een sarcastische historicus die de databases bijhoudt en zorgt voor logistieke steun. Ze leggen Desmond het plan uit: Ze willen dat Desmond de herinneringen herbeleeft van een voorouder, om twee redenen: om te zoeken naar aanwijzingen en om Desmond de vaardigheden van een sluipmoordenaar te leren, door middel van het overname-effect.
De voorouder in kwestie is Ezio Auditore da Firenze, een 17-jarige edelman in de late 15e eeuw (1476), wonende te Florence. Hij heeft een rustig leventje, maar dat verandert wanneer zijn familie verraden wordt, en zijn vader en broers worden opgehangen in een politieke afrekening. De laatste instructies van zijn vader leiden naar een kist, waar de uitrusting van een sluipmoordenaar in ligt. Hij ontvlucht Florence, samen met zijn moeder en zus, naar een villa in het Toscaanse stadje Monteriggioni. Daar krijgt hij hulp van zijn oom Mario, die hem vertelt over de Orde der Sluipmoordenaars en hem leert vechten. Hij vertelt over Altaïr Ibn-La'Ahad, een sluipmoordenaar die lang geleden een "deel van het paradijs" bezat, een krachtig artefact. Altaïr heeft ook een Codex geschreven, en het is een doel van de sluipmoordenaars om de verspreide pagina's te vinden. Ezio volgt het spoor van aanwijzingen van de mensen die zijn familie hebben verraden, en dat gaat van Florence, naar San Gimignano tot zelfs in Venetië. Hier wordt hij bijgestaan door verschillende vrienden, waaronder Leonardo da Vinci, die de Codexpagina's vertaalt en zo Ezio's uitrusting kan verbeteren. Uiteindelijk kan hij de leider van de samenzwering identificeren: Rodrigo Borgia, die erop uit is om Italië te verenigen onder de vlag van de Tempeliers. Hiervoor probeert hij onder andere de Medici's uit de weg te ruimen, en controle te krijgen over Venetië. Ezio confronteert Borgia in Venetië, wanneer die de appel ontvangt, het deel van het paradijs dat Altaïr op Cyprus had begraven. Borgia denkt dat hij de profeet is, die "de kerker" zal openen, die misschien wel meer delen van het paradijs bevat, en andere kennis. Ezio, bijgestaan door andere sluipmoordenaars, kan Borgia stoppen en hem de appel afhandig maken. De andere sluipmoordenaars denken dat Ezio de profeet is, en hen naar de kerker zal leiden.
Wanneer Desmond een pauze neemt tussen de verschillende sessies door, droomt hij hoe zijn voorouder Altaïr, samen met Maria Thorpe (oorspronkelijk een Tempelier) een relatie had, en wat tot het voortbestaan van de stamboom heeft geleid. Ook leert hij over proefpersoon 16, die overal in Italië tekens heeft achtergelaten. Dit zijn versleutelde bestanden, en worden opgelost met puzzels die de geschiedenis van sluipmoordenaars, Tempeliers en de delen van het paradijs uit de doeken doet. Wanneer opgelost, vormen ze een kort filmfragment, door proefpersoon 16 "de waarheid" genoemd.
Wanneer Desmond terug in de Animus kruipt, vindt hij verschillende beschadigde herinneringen die niet geopend kunnen worden. Later werden ze als DLC (downloadbare content) beschikbaar gemaakt. De eerstvolgende herinnering is van 1499, 23 jaar na het begin. De sluipmoordenaars hebben de Codex weer samengesteld, en ontdekken zo dat de kerker in Rome ligt. Bijkomend probleem is dat Rodrigo Borgia ondertussen paus is geworden, namelijk Alexander VI. De sluipmoordenaars beseffen dat de pauselijke staf ook een deel van het paradijs is, en zowel de appel als de staf zijn nodig om de kerker te openen. Ezio reist naar Rome, waar hij het Vaticaan binnendringt, tot in de Sixtijnse Kapel waar Borgia de mis voorleest. Zijn eerste moordpoging mislukt, en door de krachten van de staf te gebruiken, slaagt Borgia erin de appel terug te krijgen. Hij steekt Ezio in de onderbuik, die dan het bewustzijn verliest. Wanneer hij bijkomt is Borgia verdwenen onder het Vaticaan, waar hij de kerker probeert open te krijgen. Ezio verslaat hem in een laatste vuistgevecht, maar doodt hem niet, omdat wraak zijn familie niet terugbrengt. Bovendien is de wetenschap dat Borgia de profeet niet is, al vernietigend genoeg voor Borgia zelf. Ezio slaagt er vervolgens wel in om de kerker te openen.
In de kerker, die nogal futuristisch is opgebouwd, ontmoet Ezio het hologram van een vrouw, die zichzelf Minerva noemt. Ze begroet Ezio als de profeet, maar zegt dat hij een doorgeefluik is. De boodschap die ze uitdraagt is niet voor hem bedoeld. Ezio is verbaasd en vraagt of Minerva een god is, waarop zij lacherig antwoordt dat "wij hier gewoon voor jullie waren". Zij die voor ons kwamen schiepen de mens, en gebruikten de delen van het paradijs om de mensen te onderwerpen en als slaven te gebruiken. Maar er brak rebellie en oorlog uit, en toen kwam er een natuurramp, die beide groeperingen decimeerde. Ze sloten een verbond en bouwden tempels om de tragedie niet te vergeten, en om het te kunnen voorkomen. En nu staat die natuurramp weer op het punt te gebeuren. Minerva draagt op om de andere tempels te vinden, want veel tijd is er niet meer. Ze besluit met de woorden: "De rest is aan jou, Desmond". Ze vervaagt, en Ezio blijft verweesd en vol vragen achter.
Hiermee zijn de sessies met de Animus afgelopen, en juist op tijd, want Warren Vidic (leider van Abstergo's Animus-programma) en zijn mannen hebben hun schuilplaats ontdekt. Lucy en Desmond (met zijn overgedragen vaardigheden), slagen erin hen af te houden, terwijl Shaun en Rebecca alles klaarmaken om te vertrekken. Vidic moet zich terugtrekken, maar belooft terug te komen. Lucy, Desmond, Shaun en Rebecca laden alles in een truck en vluchten. Desmond maakt zich klaar om nogmaals het geheugen van zijn voorouders in te duiken, om zo meer aanwijzingen op te sporen.

## Downloadbare inhoud
Na de release werden op 28 januari 2010 en 18 februari 2010 twee DLC's uitgebracht. Het zijn de twee herinneringen die niet geopend konden worden, maar nu slaagt Rebecca erin om ze te openen met een patch. Bij die DLC zat ook een speciale herinnering die toestond om Leonardo's vliegmachine te gebruiken buiten het verhaal. De pc-versie had beide DLC's als standaard inbegrepen.

#### Belegering van Forlì
De eerste, Belegering van Forlì, vindt plaats net nadat Ezio en de sluipmoordenaars de appel van Rodrigo Borgia hebben afgenomen in Venetië. Ze besluiten om de appel naar Forlì te brengen, waar Catherina Sforza, een vriend van de sluipmoordenaars, de baas is, en een versterkte citadel ter beschikking heeft. Echter wanneer Sforza Ezio en Machiavelli opwacht buiten de stad, wordt het duidelijk dat die tijdens haar afwezigheid aangevallen is. De gebroeders Orsi werden betaald door Borgia om de appel en een kaart met de Codexpagina's te bemachtigen. Sforza, Ezio en Machiavelli vechten zich een weg door de stad tot aan de citadel, maar wanneer ze daar aankomen blijkt dat de gebroeders twee van Catherina's kinderen ontvoerd hebben. Ze vragen de appel en de kaart in ruil. Ezio laat de appel achter in de citadel, en gaat op zoek naar de kinderen. Hij bevrijdt hen en doodt een van de broers. Wanneer hij terugkomt, blijkt dat het een afleiding was zodat de andere broer, Checco, de appel kon stelen. Ezio zet de achtervolging in en krijgt hem en de appel buiten Forlì te pakken. Wanneer Ezio hem echter doodt, gebruikt Checco zijn laatste krachten om een mes in Ezio's onderbuik te steken. Ezio zwijmelt en valt flauw, maar net voor hij het bewustzijn verliest, ziet hij hoe een zwartgeklede monnik met negen vingers de appel opraapt.
Ezio wordt later wakker met Catherina naast zijn bed. Wanneer hij haar vertelt over de monnik, adviseert ze hem te zoeken in de abdij in de moeraslanden. Als afscheidscadeau geeft ze hem de kaart met de Codexpagina's mee. De abt verwijst hem naar het klooster in Forli, maar wanneer hij daar aankomt, herkent een van de monniken hem als de moordenaar van broeder Stefano, een van de samenzweerders tegen de Medici-familie. De monnik vlucht, maar Ezio krijgt hem te pakken. Hij identificeert de monnik met negen vingers die de appel opraapte als Girolamo Savonarola.

#### Het vreugdevuur der ijdelheden
De tweede herinnering vindt plaats in 1497, twee jaar voor de laatste herinnering en negen jaar na de vorige. In die tijd hielp Ezio de sluipmoordenaars in Spanje, en nu hij terug is, heeft hij Savonarola teruggevonden, in Florence. Nadat de Medici's de macht verloren, maakte die gebruik van de appel om de nieuwe leider te worden. Ezio ontmoet Machiavelli die de situatie uitlegt: Savonarola heeft geen directe controle over het volk, maar wel over negen belangrijke personen die het volk onderdrukken. Ezio doodt hen alle negen, wat leidt tot een opstand voor het paleis waar Savonarola zijn intrek heeft genomen. Hij haalt de appel boven om de mensen te beïnvloeden, maar Ezio gooit een mes, waardoor de appel uit zijn hand slaat. Het volk grijpt hem, maar de appel wordt opgepikt door een van Borgia's mannen. Ezio achtervolgt en doodt hem echter, en krijgt zo de appel terug.
Het volk heeft ondertussen Savonarola op de brandstapel gezet op het plein, maar Ezio besluit dat niemand zo'n wreed lot verdient, en doodt hem met zijn verborgen mes voor de vlammen dat doen. Daarna spreekt hij de bevolking toe, en zegt dat ze hun eigen pad moeten volgen, en achter niemand moeten aanlopen, ook achter hem niet.

## Features
- De vliegmachine die Leonardo da Vinci heeft ontworpen komt in het spel voor.
- Een economisch systeem waarbij de speler wapens, kleding en kunstwerken koopt en investeert in de architectuur van zijn uitvalsbasis, Monteriggioni.
- Een groter arsenaal aan wapens, waaronder pieken, knotsen en speren.
- De mogelijkheid om dieven, courtisanes en knokploegen in te huren voor bijvoorbeeld afleidingsmanoeuvres.
- Ezio kan (in tegenstelling tot Altaïr) wel zwemmen, niet onbelangrijk in de kanalen van Venetië.
- Veel meer verschillende soorten missies.
- De mogelijkheid een wapen van een tegenstander af te nemen en deze tegen hem te gebruiken.
- Nieuwe vijanden, die elk hun specialisatie hebben (zoeken, achtervolgen,..) en zo elk een verschillende aanpak vereisen.
- Desmond zal meer doen dan "alleen maar rondlopen".
- Veel meer manieren om een doelwit uit te schakelen.
- Onverwachte bewegingskeuze: de speler kan bestolen worden tijdens een missie, waarna hij moet kiezen of hij verdergaat of de dief achterna jaagt.

## Ontvangst
| Beoordeeld door                  | Platform      | Datum            | Score |
| -------------------------------- | ------------- | ---------------- | ----- |
| BlogCritics Magazine             | PlayStation 3 | 10 december 2009 | 100%  |
| Trigames.net                     | Xbox 360      | 5 april 2010     | 100%  |
| Cynamite                         | PlayStation 3 | 19 november 2009 | 100%  |
| PSM3 (Playstation 3 Magazine) UK | PlayStation 3 | 17 november 2009 | 94%   |
| Gamervision                      | PlayStation 3 | 1 december 2009  | 92%   |
| IGN                              | Xbox 360      | 17 november 2009 | 92%   |
| Game Revolution                  | PlayStation 3 | 25 november 2009 | 91%   |
| Playstation Universe             | PlayStation 3 | 7 december 2009  | 90%   |
| GamingXP                         | PlayStation 3 | 17 november 2009 | 87%   |
| GameSpot                         | Windows       | 8 maart 2010     | 80%   |

## Trivia
- Het spel is opgenomen in het boek 1001 Video Games You Must Play Before You Die van Tony Mott.